# Tomy Eriksson
Tomy Eriksson ist ein schwedischer Poolbillardspieler. Er wurde 1980 Europameister.

## Karriere
Bei der Europameisterschaft 1980 wurde Eriksson durch einen Finalsieg gegen den Deutschen Norbert Spaniol Europameister im 14/1 endlos.
Ein Jahr später unterlag er im Finale seinen Landsmann Jurgen Karlsson.
1986 erreichte Eriksson das Finale der Junioren-Europameisterschaft im 9-Ball und verlor dieses gegen seinen Landsmann Tomas Larsson.
Bei der Senioren-Europameisterschaft gewann Eriksson 1997 die Bronzemedaille im 8-Ball sowie im 9-Ball.